# Women's Victorian Open
Het Women's Victorian Open is een golftoernooi in Australië voor de dames op de ALPG Tour. Het toernooi werd opgericht in 1988 en sinds de oprichting telkens plaatsvindt in verschillende steden in de Australische staat Victoria.

## Geschiedenis
In 1988 won Helen Hopkins de eerste editie van dit toernooi. Van 1988 tot 1992 werd het toernooi gespeeld in een strokeplay-formule met drie ronden. Van 1993 tot 2011 vond er geen toernooi plaats. Na een afwezigheid van twintig jaar keerde het toernooi terug op de kalender, in 2012.
Sinds 2012 wordt het toernooi gespeeld in een strokeplay-formule met vier ronden, behalve in 2012 dat toen vanwege het regenweer ingekort werd tot drie ronden.

## Winnaressen
| Jaar                     | Golfbaan               | Winnares       | Sore | Sore | Info                                            |
| ------------------------ | ---------------------- | -------------- | ---- | ---- | ----------------------------------------------- |
| 1988                     | Commonwealth Golf Club | Helen Hopkins  | 219  | par  |                                                 |
| 1989                     | Commonwealth Golf Club | Susan Tonkin   | 227  | +8   |                                                 |
| 1990                     | Commonwealth Golf Club | Dale Reid      | 212  | –7   |                                                 |
| 1991                     | Woodlands Golf Club    | Jennifer Wyatt | 222  | par  |                                                 |
| 1992                     | Yarra Yarra Golf Club  | Wendy Doolan   | 211  | –5   |                                                 |
| 1993-2011: Geen toernooi |                        |                |      |      |                                                 |
| 2012                     | Woodlands Golf Club    | Joanna Klatten | 206  | –16  | Vanwege het regenweer, afgewerkt in drie ronden |
| 2013                     | 13th Beach Golf Links  | Stacey Keating | 278  | –18  |                                                 |
| 2014                     | 13th Beach Golf Links  | Minjee Lee am  | 279  | –16  |                                                 |

| po = winnares na play-off |  | am = Amateur |